# Pentium III
O Pentium III é um microprocessador de sexta geração fabricado pela Intel, tendo a mesma arquitetura do Pentium Pro e concorria com o Athlon, da AMD. As primeiras versões eram muito parecidas com o Pentium II mas com instruções SSE. Igualmente ao que aconteceu com o Pentium II, existia uma versão Celeron "low-end" e um Xeon com a mesma arquitetura. Foi substituído pelo Pentium 4 (que teve como objetivo aumentar a frequência), mas o núcleo Tualatin serviu de base para o Pentium M, que por sua vez serviu de base para a arquitetura Core. 

## Núcleos

### Katmai
A primeira versão era muito parecida com o Pentium II que usava um processo de fabricação de 250 nm, utilizava o Slot 1 mas tinha instruções SSE incluídas. Havia sido melhorado o seu controlador de cache L1, o que aumentava um pouco o desempenho. Os primeiros modelos tinham frequências de 450 e 500 MHz.

### Coppermine

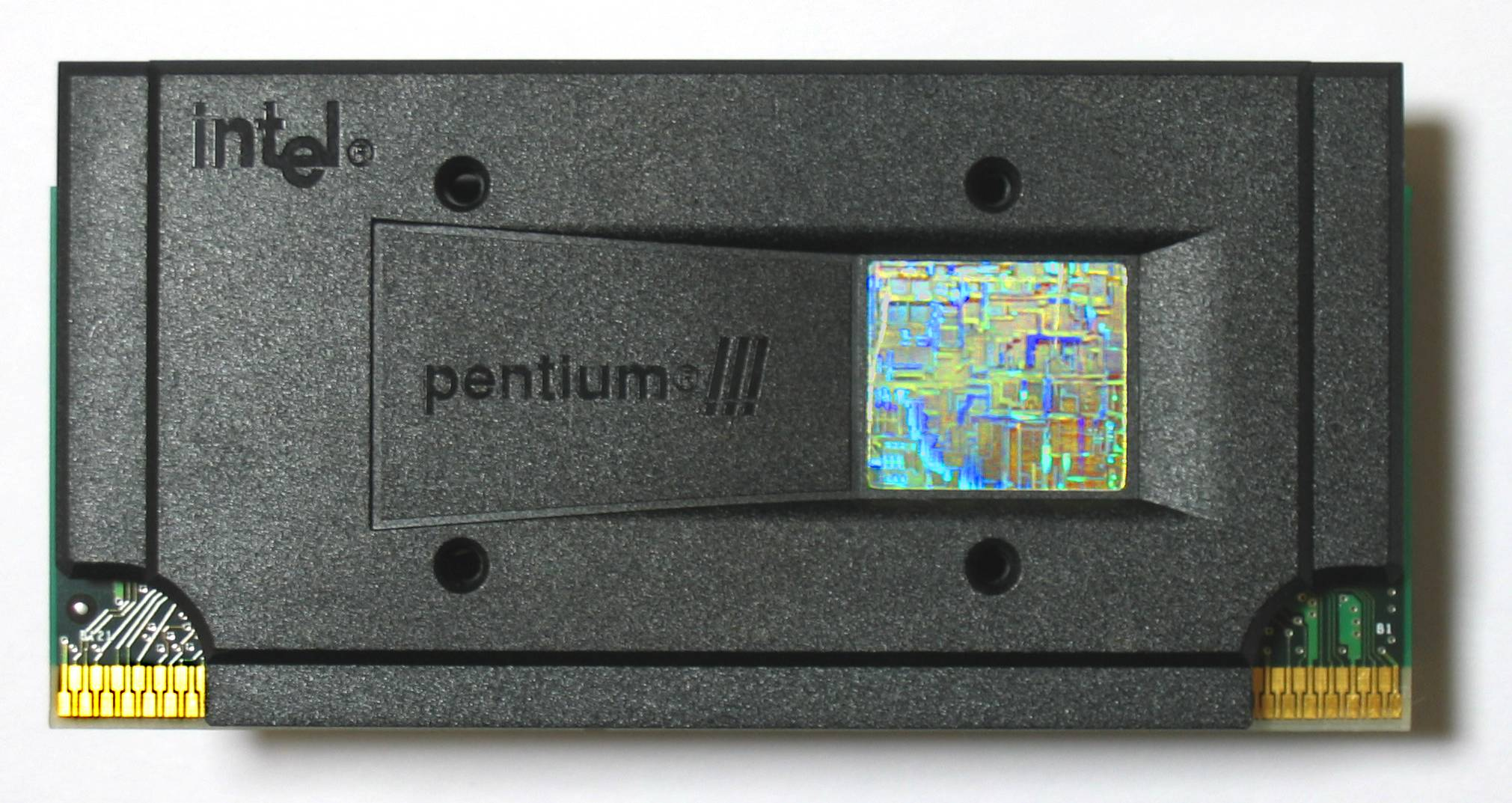
Pentium III "Coppermine" Slot 1

A segunda versão tinha o cache L2 de 256 KB na mesma frequência do processador contra os 50% do núcleo Katmai, havia modelos com o Soquete 370 e uma grande novidade é o processo de fabricação é de 180 nm, uma verdadeira revolução. Depois do Coppermine houve uma revisão do núcleo chamada Coppermine-T, os primeiros modelos foram lançados com frequências de 500, 533, 550, 600, 650, 667, 700 e 733 MHz. Mais tarde a Intel lançou modelos operando a 750, 800, 850, 866, 933 e 1000 MHz.

### Tualatin
Essa foi a revisão final do Pentium III, já que o seu sucessor o Pentium 4 havia sido lançado. A despedida de arquitetura trouxe a tecnologia de 130 nm, existiam modelos Pentium III-S que tinham mais cache L2. Foram lançados modelos com frequência de 1133, 1200, 1266 e 1400 MHz.

## Modelos

### Katmai (250 nm)
- L1-Cache: 16 + 16 Kbytes (Dados + Instruções).
- L2-Cache: 512 Kbytes, com 50% da frequência do processador.
- MMX, SSE.
- Slot 1 .
- Barramento externo: 100 e 133 MT/s.
- VCore: 2.0 V, (600 MHz: 2.05 V).
- Primeira leva: 17 de Maio, 1999.
- Frequência: 450-600 MHz.
  - 100 MHz FSB: 450, 500, 550, 600 MHz.
  - 133 MHz FSB: 533, 600 MHz (Modelo B).

### Coppermine (180 nm)
- L1-Cache: 16 + 16 Kbytes (Dados + Instruções).
- L2-Cache: 256 Kbytes, na mesma frequência do processador.
- MMX, SSE.
- Slot 1, Soquete 370 (FC-PGA).
- Barramento externo: 100, 133 MT/s.
- VCore: 1.6V (cA2), 1.65 (cB0), 1.70 (cC0), 1.75 V cD0.
- Primeira leva: 25 de Outubro, 1999.
- Frequência: 550 - 1133 MHz.
  - 100 MHz FSB: 550, 600, 650, 700, 750, 800, 850, 900, 1000, 1100 MHz (Modelo E).
  - 133 MHz FSB: 533, 600, 667, 733, 800, 866, 933, 1000, 1133 MHz (Modelo EB).

### Coppermine-T (180 nm)
- L1-Cache: 16 + 16 KiB (Dados + Instruções).
- L2-Cache: 256 KiB, na mesma frequência do processador.
- MMX, SSE.
- Soquete 370 (FC-PGA2).
- Barramento externo: 133 MT/s.
- VCore: 1.75 V.
- Primeira leva: Junho, 2001.
- Frequência: 866, 933, 1000, 1133 MHz.

### Tualatin (130 nm)
- L1-Cache: 16 + 16 KiB (Dados + Instruções).
- L2-Cache: 256 or 512 KiB, na mesma frequência do processador.
- MMX, SSE.
- Soquete 370 (FC-PGA2).
- Barramento externo: 133 MT/s.
- VCore: 1.45, 1.475 V.
- Primeira leva: 2001.
- Frequência: 1000 - 1400 MHz.
  - Pentium III (256 KiB L2-Cache): 1000, 1133, 1200, 1333 MHz.
  - Pentium III-S (512 KiB L2-Cache): 1133, 1266, 1400 MHz.